# Llibre dels jochs partits dels schacs en nombre de 100
Llibre dels jochs partits dels schacs en nombre de 100 (tradução livre, Livro dos jogos e partidas de xadrez em número de 100) é considerado o primeiro tratado especificamente sobre enxadrismo do mundo, escrito por Francesh Vicent, tendo sido publicado e impresso em 15 de maio de 1495 na cidade de Valência.